# جوليان موريس (ممثل)
جوليان ديفيد موريس (بالإنجليزية: Julian Morris)‏ (ولد في 13 يناير 1983) ممثل إنجليزي، ظهر في عدد من الأعمال السينمائية والتلفزيونية منها الكاذبات الصغيرات الجميلات، مسلسل كان ياما كان.

## روابط خارجية
- الموقع الرسمي
- جوليان موريس على موقع IMDb (الإنجليزية)
- جوليان موريس على موقع ميتاكريتيك (الإنجليزية)
- جوليان موريس على موقع روتن توميتوز (الإنجليزية)
- جوليان موريس على موقع ألو سيني (الفرنسية)
- جوليان موريس على موقع تيرنر كلاسيك موفيز (الإنجليزية)
- جوليان موريس على موقع أول موفي (الإنجليزية)
- جوليان موريس على موقع قاعدة بيانات الأفلام السويدية (السويدية)
- جوليان موريس على موقع قاعدة بيانات الفيلم (الإنجليزية)